# Francesc Barber i Bas
Francesc Barber i Bas (València, 1864 - 1897) fou un poeta i periodista valencià. Fa família humil i educació autodidacta, va treballar com a redactor a La Correspondencia de Valencia i fou el fundador de La Correspondencia Alicantina, alhora que participava en les vetllades literàries de l'Escola d'Artesans amb Ramon Andrés i Cabrelles, amb el qual fou un dels fundadors de l'Oronella el 1888 amb el que considerava el seu mestre Constantí Llombart. Alhora, va presentar alguns poemes als Jocs Florals de València, que foren publicats a la Ilustración Valenciana (òrgan de Lo Rat Penat) i El Túria. Va rebre dos premis el 1887 i la flor natural el 1891. També compongué algunes peces de teatre costumista.

## Obres
- De València al Grau (1888)
- Dos marruecos, un diner! (1889)
- El que menja de baldraga (1891)
- El dengue (teatre)
- Les corregudes de cavalls (1911)